# Ilmari Karhu
Ilmari Karhu, född 15 december 1897, död 22 oktober 1971, var en finländsk militär.
Ilmari Karhu blev officer vid infanteriet 1919, överste 1940 och generalmajor 1946. Karhu var finsk militärexpert vid fredskonferensen i Paris 1946, blev generalstabschef samma år samt anhölls i november 1946 i samband med vapensmusselaffären.